# Manlius (Nowy Jork)
Manlius – miasto w Stanach Zjednoczonych, w stanie Nowy Jork, w hrabstwie Onondaga.